# Амстердамская публичная библиотека
Амстердамская публичная библиотека (нидерл. Openbare Bibliotheek Amsterdam) — публичная библиотека в Амстердаме, в районе Амстердам-Центр на Остердоксиланд, близ Амстердамского центрального вокзала.
Библиотека обслуживает жителей общин Амстердам, Димен и Аудер-Амстел. Имеет 26 филиалов по всему городу, а также в Димене, Дуйвендрехте и Аудеркерк-ан-де-Амстеле. Фонд включает более 5 000 000 единиц хранения. Работают 326 сотрудников. Ежегодно библиотеку посещают более 4 миллионов читателей, в том числе 153 000 постоянных пользователей и 1 200 000 интернет-пользователей.
Открыта ежедневно с 10:00 до 22:00. В основном здании библиотеки находятся 300 мест для работы с интернетом, 70 компьютерных мест для просмотра каталога или оцифрованных изданий, 30 компьютерных мест для прослушивания музыкальных файлов, 1000 читальных мест. Есть беспроводной доступ в интернет для ноутбуков. Здесь также находится театр на 250 мест, кафе и ресторан, 4 конференц-зала. Ежегодно проводятся 5 700 культурных мероприятий (театральные постановки и семинары).
Вместе с Харлемской городской библиотекой является научным центром в провинции Северная Голландия. Площадь книгохранилища составляет 28 500 м². Она является крупнейшей общественной библиотекой в Европе. В 2012 году была признана лучшей библиотекой в Нидерландах.

## История библиотеки
Библиотека была основана в 1919 году. Старое здание находилось на Кейзерсграхт. Часть фонда в 1977 году переехала на Принсенграхт. В 2007 году было построено современное здание в 500 метрах к востоку от Амстердамского центрального вокзала. Стоимость проекта составила 80 миллионов евро. Здание было спроектировано Джо Коэненом, бывшим государственным архитектором Нидерландов. Старое здание на Принсенграхт было перестроено в гостиницу, а в здании на Кейзерсграхт разместилась администрация библиотеки.
Вскоре после открытия в 1919 году произошло вооружённое нападение и были украдены два сейфа. Полиция раскрыла дело и арестовала преступников через месяц после ограбления. Один из нападавших работал охранником в книгохранилище.
16 февраля 2008 года сотрудники приветствовали миллионного посетителя. Через год после открытия нового здания, число посетителей достигло 1,6 миллионов человек. Кроме того, число членов увеличилось до 40 000 человек. Ныне, с 4 миллионами посетителей в год, библиотека является самым посещаемым учреждением культуры в Амстердаме.